# Нишки културни центар
Нишки културни центар или НКЦ је културна институција Града Ниша, просторно смешетна у општини Палилуа у Нишу, која се бави организовањем јавних наступа стваралаца и уметника, смотри и фестивала, књижевних вечери, концертних наступа, изложби, предавања, трибина, филмских пројекција, прослава празника и јубилеја, издавањем књига и часописа, уређивањем рада галерија и аматерских друштава и секција,, везаних не само за град Ниша, већ и целокупну Србију. 
Потреба града Ниша за таквом институцијом јавила се још шездесетих година, али је оснивање културног центра у Нишу везано за 1999. годину. Институција основана на самом крају двадесетог века, смештена је у просторије некадашњег Дома Културе и највеће нишке дискотеке из осамдесетих година, Музичког клуба 81. Зграда је саграђена 1960. године. Има велику салу капацитета неколико стотина места за седење (незавршена), малу салу површине sa 80-100 седећих места и хол капацитета 100-150 места за стајање. За потребе ликовног програма користи Галерију Нишког културног центра и хол, а повремено и Галерију Србија, Павиљон у Тврђави и отворене јавне градске просторе.
У преко десет година постојања под покровитељством ове установе, организован је велики броје културних догаћаја, као што су: Књижевна колонија Сићево, Међународна колонија уметничке фотографије, Дечја уметничка колонија „Грачаница“, Књижевна награда "Стеван Сремац" у оквиру "Дана Стевана Сремца", Књижевна награда „Бранко Миљковић“ у оквиру "Дана Бранка Миљковића", Рок меморијал „Најважније је бити здрав“, Филмски сусрети, Хорске свечаности, Нисомниа, Нишки сајам књига и графике, као и Међународни фестивал стрипа Нифест.
НКЦ је уједно постао и највећа издавачка кућа нишког региона, након гашења значајних нишких издавачких кућа Градине и Просвете током деведесетих година двадесетог века. У оквиру своје издавачке делатности објављује часописе Унус Мундус и Градина. 
Директор НКЦ-а је филолог и филмолог Срђан Савић.